# Seoi-nage

Illustratie van de uitvoering van morote-seoi-nage

Seoi-nage (Japans: 背負い投げ, 'op de rug dragen gooien') is een van de 40 oorspronkelijke worpen van judo ontworpen door Jigoro Kano. Ze behoort ook tot de 67 huidige worpen van het Kodokan judo. 
Deze werptechniek valt onder de schouderworpen of kata-waza. Ze bevat enkele varianten, waaronder ippon-seoi-nage en morote-seoi-nage.

## Uitvoering
Hieronder wordt de rechtshandige uitvoering beschreven
- Tori trekt uke uit evenwicht.
- Tori draait in en plaatst zijn rechterarm onder de rechterarm van uke
  - Bij ippon-seoi-nage wordt de rechterarm van uke geklemd tussen een de gebogen rechterarm van tori (vuist omhoog). De elleboog van de rechterarm van tori bevindt zich op de bovenarm van uke.
  - Bij morote-seoi-nage houdt de rechterhand van tori de rever van uke vast en wordt de elleboog van de rechterarm van tori als hefboom onder de rechterbovenarm van uke geplaatst
- Tori zakt door de knieën en buigt voorover en heft zo uke van de grond
- Simultaan maakt tori een draaiende beweging met het bovenlichaam en werpt uke